# Třída Truxtun
Třída Truxtun byla třída torpédoborců námořnictva Spojených států amerických. Byla to poslední ze čtyř tříd tvořících první skupinu 16 amerických torpédoborců, jejich stavba byla potvrzena roku 1898 (třídy Bainbridge, Hopkins, Lawrence a Truxtun). Zahrnovala celkem tři jednotky. Torpédoborce byly nasazeny za první světové války, roku 1919 vyřazeny a prodány do civilního sektoru.

## Stavba
Torpédoborce třídy Truxtun se od svých předchůdců lišily především řešením přední části nástavby s velitelským můstkem. V letech 1899–1902 byly postaveny tři jednotky této třídy. Všechny navrhla a postavila loděnice Maryland Steel ve Sparrows Point v Baltimoru.
Jednotky třídy Truxtun:
| Jméno               | Loděnice       | Založení kýlu      | Spuštěna       | Vstup do služby   | Osud |
| ------------------- | -------------- | ------------------ | -------------- | ----------------- | --- |
| USS Truxtun (DD-14) | Maryland Steel | 13. listopadu 1899 | 15. srpna 1901 | 11. září 1902     | Vyřazen 1919, poté využíván pro přepravu banánů.                                                                          |
| USS Whipple (DD-15) | Maryland Steel | 13. listopadu 1899 | 15. srpna 1901 | 21. října 1902    | Vyřazen 1919, poté využíván pro přepravu banánů, sešrotován až roku 1956.                                                 |
| USS Worden (DD-16)  | Maryland Steel | 13. listopadu 1899 | 15. srpna 1901 | 31. prosince 1902 | Vyřazen 1919, poté využíván pro přepravu banánů, 1. května 1942 byl u pobřeží Floridy potopen německou ponorkou SM U 109. |

## Konstrukce

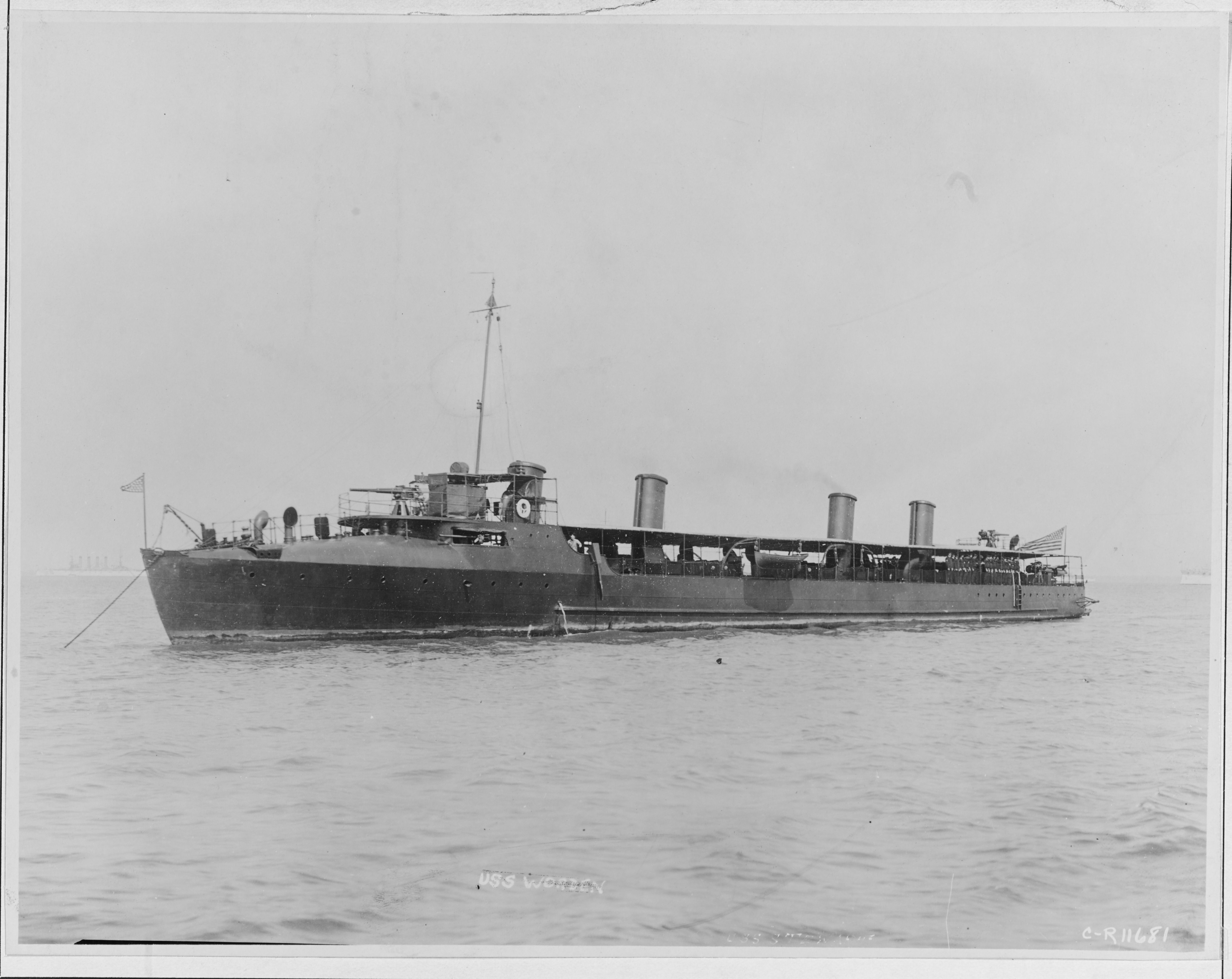
USS Worden (DD-16)

Torpédoborce byly vyzbrojeny dvěma 76mm kanóny Mk.III/V/VI v jednohlavňových postaveních, šesti 57mm (šestiliberními) kanóny Driggs-Schroeder Mk.II/III a dvěma 450mm torpédomety. Na palubě byla dvě rezervní torpéda pro druhou salvu. Později byly jednoduché torpédomety nahrazeny jedním (Whipple), či dvěma dvojitými (Truxtun, Worden). Pohonný systém tvořily dva parní stroje s trojnásobnou expanzí a čtyři kotle Thornycroft, pohánějící dva Lodní šrouby. Výkon pohonného systému byl 8300 hp. Neseno bylo 171 tun uhlí. Nejvyšší rychlost dosahovala 30 uzlů.

## Služba
Všechny tři torpédoborce byly ve službě za první světové války. Žádný nebyl ztracen. Roku 1919 byly vyřazeny, prodány do civilního sektoru a upraveny chladírenské lodě pro přepravu banánů.